# Klasztor Albertynek na Kalatówkach
Klasztor Albertynek na Kalatówkach – zespół klasztorno-pustelniczy żeńskiego zakonu albertynek (Zgromadzenie Sióstr III Zakonu Regularnego św. Franciszka z Asyżu) na Kalatówkach w Zakopanem. Położony jest przy Drodze Brata Alberta z Kuźnic na polanę Kalatówki. Geograficznie znajduje się na obszarze Tatr (Dolina Bystrej), administracyjnie należy do Zakopanego.

## Historia

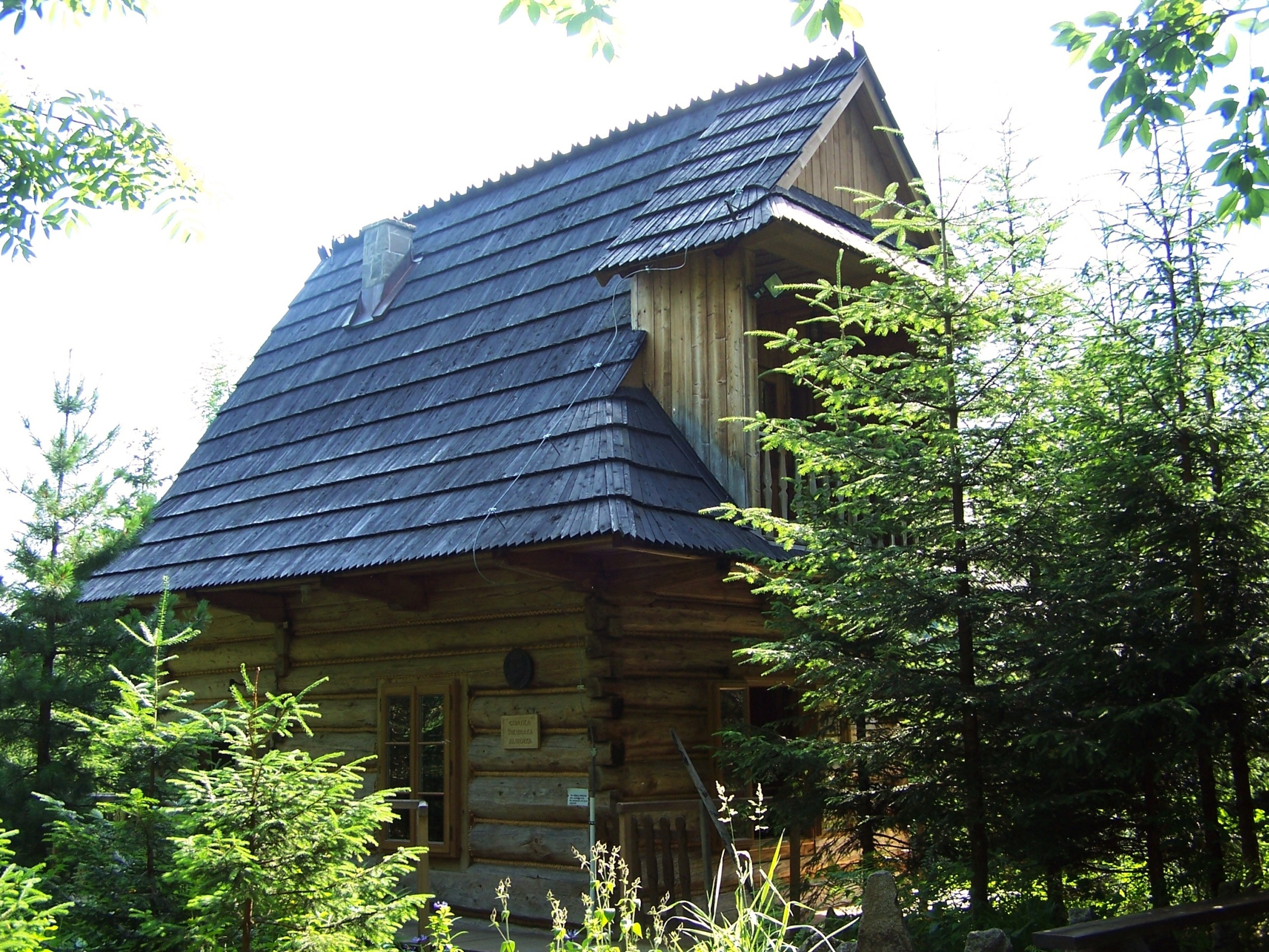
Pustelnia Brata Alberta

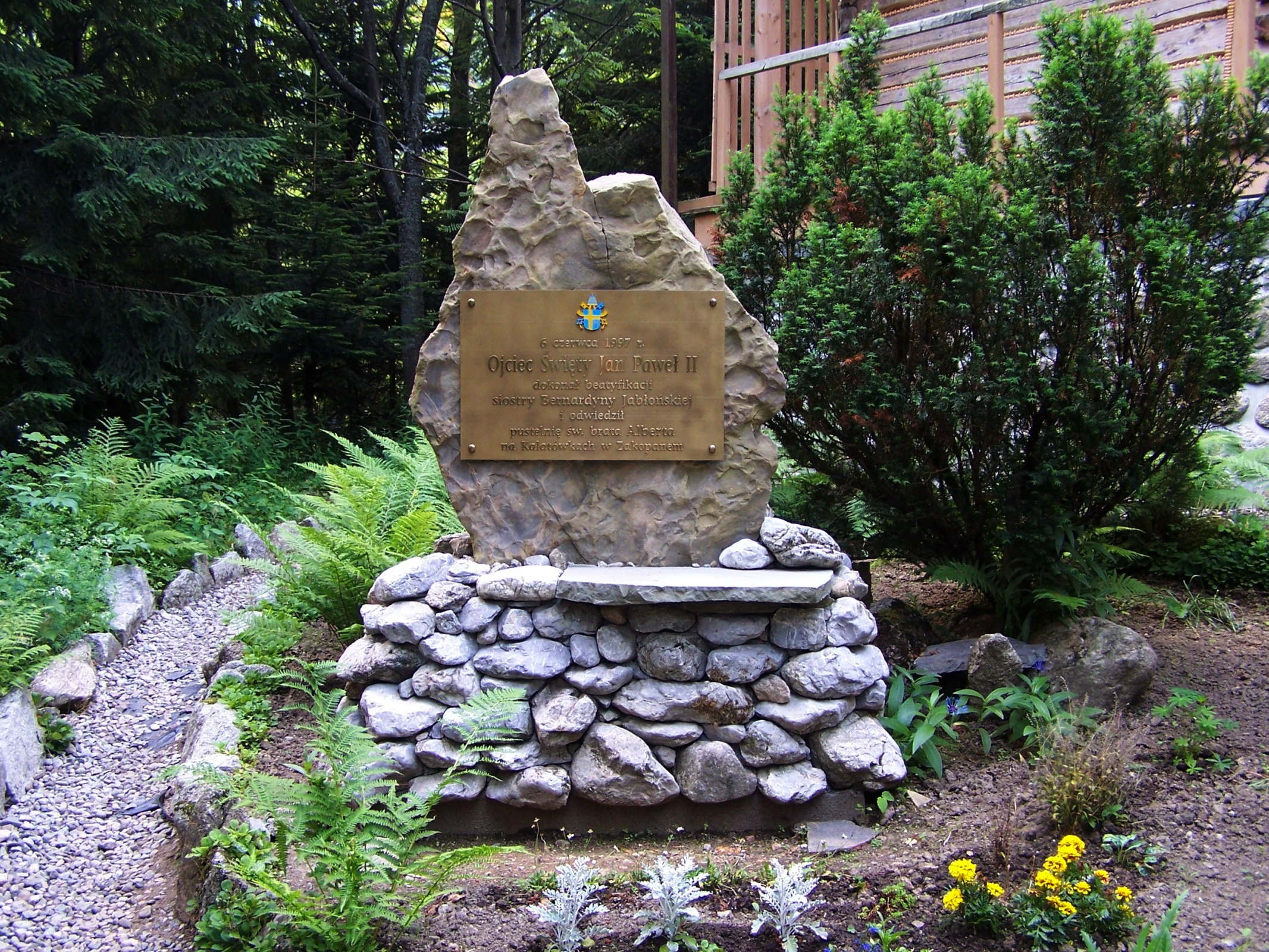
Obelisk Jana Pawła II

Zespół klasztorny rozpoczęli budować bracia albertyni w 1898 r. Pomagali im w tym górale. Projektantem budowli był Stanisław Witkiewicz, a kierownictwo sprawował brat Albert, czyli Adam Chmielowski. Teren pod budowę obiektu ofiarował hrabia Władysław Zamoyski, zaś pieniądze na budowę pochodziły ze składek ludzi, którzy ofiarowali część swojego wynagrodzenia za pracę przy budowie ścieżki do Czarnego Stawu oraz drogi do Morskiego Oka.
Początkowo zespół klasztorny składał się tylko z Pustelni Brata Alberta i kaplicy klasztornej. Wybudowane zostały w stylu zakopiańskim z bali drewnianych na wysokiej podmurówce kamiennej. Są proste w formie, ze względu bowiem na obowiązującą w regule albertynów surowość i prostotę Witkiewicz zrezygnował w tym jednym przypadku z typowych dla swojego stylu ozdobników. Cały zespół został ogrodzony wysokim płotem drewnianym. Budowę zakończono w 1902, jednak bracia albertyni przenieśli się gdzie indziej – do klasztoru Albertynów na Śpiącej Górze (też na Kalatówkach), ten zaś obiekt ofiarowali siostrom albertynkom.
Po przejęciu obiektu zamieszkało w nim 7 sióstr albertynek oraz brat Albert, który modlił się w swojej pustelni, a mieszkał w niewielkiej drewnianej celi obok pustelni. Albertynki przebywały w ścisłej klauzurze. Oprócz stale tu przebywających sióstr przybywały na odpoczynek i regenerację sił albertynki pracujące w przytułkach dla bezdomnych.
Obiekt znajduje się przy bardzo ruchliwym szlaku turystycznym i jest udostępniony turystom. W 2010 r. przebywało w nim stale 10 sióstr. Od bramy prowadzi ścieżka do Pustelni Brata Alberta i do kaplicy. Przy ścieżce murowana z kamieni studzienka z wodą źródlaną zdatną do picia oraz obelisk Jana Pawła II, który 6 czerwca 1997 r. podczas mszy świętej pod Wielką Krokwią beatyfikował albertynkę, siostrę Bernardynę Marię Jabłońską. Po mszy odwiedził także zespół klasztorny.
W klasztorze tym Stefan Żeromski umieścił scenę powieści Nawracanie Judasza. W 2001 r. klasztor wciągnięto do rejestru zabytków.

## Szlaki turystyczne
– niebieski z Kuźnic przez Kalatówki do schroniska PTTK na Hali Kondratowej. Odległość od Kuźnic do Klasztoru Albertynek 0,8 km, czas przejścia 12 min.